# Crossrail Benelux
Crossrail Benelux S.A. est un opérateur ferroviaire privé belge de Deurne, près d'Anvers. 

## Histoire
Créée en 2000 sous le nom de DLC (Dillen & Lejeune Cargo), l'entreprise est le premier opérateur privé à tirer un train en Belgique en avril 2002 , suscitant une levée de boucliers des syndicats de la SNCB qui invitent leurs affiliés à faire la grève du zèle face à ce concurrent.

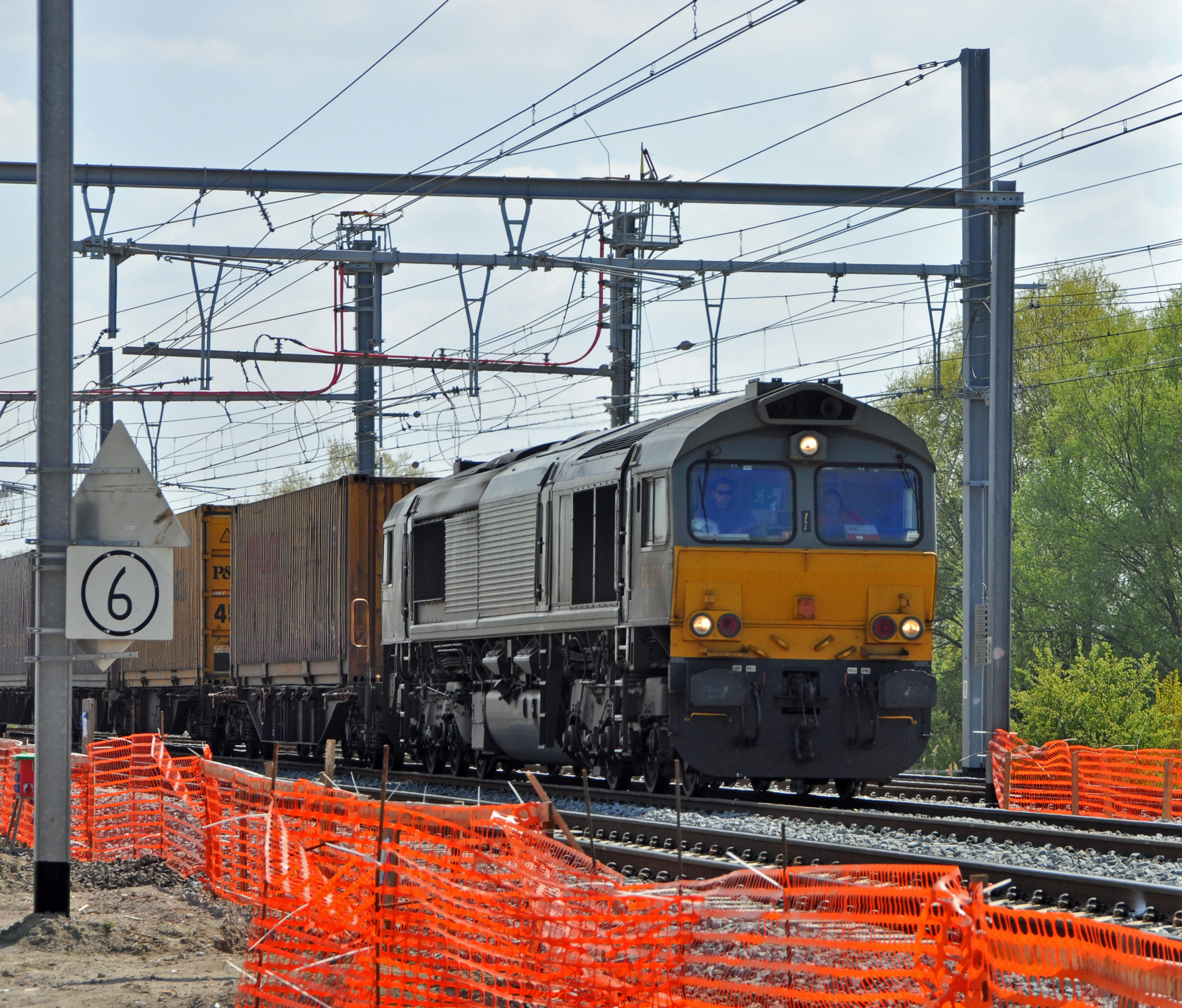
Un train tracté par une « class 66 » louée par Crossrail.

En octobre 2001, Hupac entre au capital de DLC, avant même que le premier train ne circule. En avril 2002, ce premier train de conteneurs, opéré pour MSC entre le port d'Anvers et Aix-la-Chapelle par une Class 66 (louée chez Porterbrook), et au-delà jusqu'à Schwandorf via un relais de traction. Bien que la loi belge ait prévu la libéralisation du rail en mars 2003, DLC disposait d'un certificat de sécurité pour le réseau belge et une directive européenne de 1991 prévoyait cette ouverture des corridors fret. L'opérateur acquit un certificat de sécurité pour le réseau néerlandais début 2003, et tira un premier train vers le port du Waal dès le 11 janvier. Cet accès lui permit aussi de tirer des trains en Zélande, où les motrices rouges se rendirent régulièrement dès lors que Bertschi AG leur confia le trafic généré par le terminal conteneur de Terneuse.
En 2007, DLC fusionne avec le groupe ferroviaire Suisse Crossrail AG (dont la nouvelle entité gardera le nom), basé à Muttenz près de Bâle. Les deux fondateurs de DLC - Ronny Dillen et Jeroen Le Jeune - deviennent paritairement actionnaires à 51 % du groupe fusionné. Babcock & Brown, propriétaire de Crossrail AG, détenant les autres 49 %. Hupac - qui est en quelque sorte un concurrent de Crossrail - est sorti du capital au passage. En septembre 2008, la société obtient les agréments nécessaires pour former son personnel occupant des fonctions de sécurité. 
En 2009, Babcock & Brown est au bord de la faillite et met en vente les actions de la société. Jeroen Le Jeune - qui avait quitté le groupe à la suite d'un différend avec Ronny Dillen, acquiert ces 49 % de Crossrail AG via sa société, ainsi que les parts de Ronny Dillen 
qui quitte le groupe avec plusieurs autres membres du comité de direction. 
Malgré l'augmentation de l'activité, Les résultats financiers restent préoccupants et la santé financière de la société est menacée. Jeroen Le Jeune opère donc la recapitalisation de sa société qui était prévue depuis le rachat en revendant des parts. En octobre, Hupac fait son retour et apporte de l'air frais en entrant au capital de Crossrail à hauteur de 25 %. En 2012, c'est au tour de des opérateurs (essentiellement routiers) de conteneurs LKW Walter (25 %) et GTS (General Transport Service) (10 %) dans un premier temps, puis de la filiale belge du géant de la logistique maritime MSC (10 %) ainsi que Bertschi AG (10 % également) qui comptent tous parmi les principaux clients de Crossrail.
La base opérationnelle de Crossrail se trouve à Anvers Berendrecht (terminal MSC), mais la société opère de différents ports, plates-formes de correspondance ferroviaires et installations industrielles du Benelux (Zeebruges, Genk, Terneuse, Bierset…).
Le 5 mars 2019, le BLS Cargo filiale de BLS (entreprise) et de Groupe SNCF a trouvé un accord avec le groupe logistique international Rhenus pour reprendre l'intégralité des actions de la compagnie de fret Crossrail, avec effet rétroactif au 1er janvier 2019.